# 謝進男
謝進男（？—），臺灣政治人物，前國家通訊傳播委員會委員。

## 經歷
- 富洋媒體科技股份有限公司技術顧問
- 中華衛星與有線電訊工程學會第五、六屆榮譽理事長
- 中華民國有線電視工程學會第一、二、四屆理事長
- 荷商Space Tel股份有限公司(DBS)工程資深副總
- 全民電信股份有限公司工程資深副總
- 太平洋聯網科技股份有限公司資深副總經理兼技術長
- 富洋投資股份有限公司技術長
- 工業技術研究院電腦與通訊研究所通訊技術組無線電系統部經理
- 工業技術研究院資訊與通訊研究所顧問
- 淩力通訊有限公司總經理
- 大平有線電視股份有限公司總經理
- 交通部數位電視傳輸委員會委員
- 交通部電信總局電信訓練所電腦科講師兼電腦網路中心組長
- 交通部電信總局電信評議委員會委員
- 交通部電信總局第一屆廣播電視金技獎評鑑委員
- 行政院新聞局亞太媒體中心審議委員
- 國家通訊傳播委員會第一、二屆委員
- 國家通訊傳播委員會電信普及服務委員
- 國立臺北科技大學電子系兼任講師
- 國立臺灣科技大學校友總會第六屆理事長

## 學歷
- 國立臺灣科技大學博士班通訊組肄業（1989）
- 臺灣工業技術學院工程研究所計算機組畢業（1982）
- 臺灣工業技術學院電子系畢業（1978）